# The Headless Ritual
The Headless Ritual — шестой студийный альбом американской дэт-метал группы Autopsy, выпущенный в 2013 году на лейбле Peaceville Records. Это второй альбом группы после воссоединения в 2009 году.
Autopsy воссоединились в 2009 году и выпустили Macabre Eternal в мае 2011 года, гастролировали и выпустили DVD Born Undead в 2012 году. 23 октября 2012 года Autopsy объявили, что готовятся войти в студию, заявив в пресс-релизе, что альбом станет их «самым тяжёлым, мрачным и разрушительным альбомом на сегодняшний день». Они также предсказали выход в середине 2013 года и записали альбом в начале апреля 2013 года. Это будет второй альбом, на котором будет представлен воссоединившийся состав Криса Райферта, Эрика Катлера, Дэнни Кораллеса и Джо Тревисано.

## Список треков
| Номер           | Название                    | Текст           | Музыка                    | Длина |
| --------------- | --------------------------- | --------------- | ------------------------- | ----- |
| 1.              | «Slaughter at Beast House»  |                 | Эрик Катлер               | 6:33  |
| 2.              | «Mangled Far Below»         |                 | Джо Тревисано             | 3:37  |
| 3.              | «She Is a Funeral»          |                 | Крис Райферт              | 7:32  |
| 4.              | «Coffin Crawlers»           |                 | Дэнни Кораллес            | 4:32  |
| 5.              | «When Hammer Meets Bone»    |                 | Крис Райферт              | 5:34  |
| 6.              | «Thorns and Ashes»          |                 | Крис Райферт              | 1:45  |
| 7.              | «Arch Cadaver»              |                 | Дэнни Кораллес            | 4:22  |
| 8.              | «Flesh Turns to Dust»       |                 | Эрик Катлер, Крис Райферт | 3:27  |
| 9.              | «Running from the Goathead» | Эрик Катлер     | Эрик Катлер               | 4:29  |
| 10.             | «The Headless Ritual»       | (инструментал)  | Эрик Катлер               | 2:24  |
| Итоговая длина: | Итоговая длина:             | Итоговая длина: | Итоговая длина:           | 44:15 |

## Участники
Крис Райферт — барабаны, вокал.
Дэнни Кораллес — гитара.
Эрик Катлер — гитара, вокалист «Running From the Goathead»
Джо Тревисано — бас-гитара.